# Augusto César de Oliveira Morgado
Augusto César de Oliveira Morgado (Rio de Janeiro, 23 de abril de 1944 — Rio de Janeiro, 12 de outubro de 2006) foi um professor de matemática brasileiro.

## Biografia
Estudou no Colégio Santo Antônio Maria Zaccaria. Licenciou-se em Matemática pela Universidade do Estado da Guanabara, hoje Universidade do Estado do Rio de Janeiro (UERJ). Fez os cursos de mestrado em matemática e em estatística na Universidade Federal do Rio de Janeiro (UFRJ).

### Magistério
Foi professor da Escola Nacional de Ciências Estatísticas (ENCE), onde foi chefe do Departamento de Estatística Teórica e professor adjunto, por concurso em que obteve 1.º lugar, da Escola Naval. Foi professor adjunto da Pontifícia Universidade Católica do Rio de Janeiro (PUC-Rio) e foi professor titular da Universidade Federal de Juiz de Fora (UFJF).
Foi professor de vários cursos de extensão para professores, organizados pelo Instituto de Matemática Pura e Aplicada (IMPA), pela VITAE, pela Universidade Federal de Minas Gerais (UFMG), pelo Sindicato dos Professores de Volta Redonda e Barra Mansa e pelo Sindicato dos Professores do Município do Rio de Janeiro. Se tornou popular na YouTube, a partir de 2021, por palestras que conduziu no Programa de Aperfeiçoamento de Professores de Matemática do Ensino Médio (PAPMEM), do IMPA, de 1990 até o ano de sua morte.
Foi professor de matemática do Colégio Pedro II, do Colégio Santo Antônio Maria Zaccaria e do Colégio de São Bento.

### Gestão acadêmica
Foi membro da diretoria executiva da Federação Ibero-Americana de Competições Matemáticas, com sede em Buenos Aires; do comitê editorial da "Revista do Professor de Matemática" (IMPA) e da Comissão de Olimpíadas da Sociedade Brasileira de Matemática (SBM).
Foi membro da delegação brasileira no Simpósio Ibero-Americano de Ensino da Matemática, realizado em Madrid em 1990; membro do Jurado Internacional na 34.ª Olimpíada Internacional de Matemática realizada em Istambul em 1993; membro do Tribunal de Coordenação na 4.ª Olimpíada de Matemática do Cone Sul, realizada em 1994 em Petrópolis; membro do Jurado Internacional na 5.ª Olimpíada de Matemática do Cone Sul, realizada no Uruguai em 1994; presidente do Tribunal de Coordenação na 9.ª Olimpíada Ibero-Americana de Matemática, realizada em 1994 em Fortaleza.

### Homenagens
Recebeu, em 1994, a homenagem do ano da Sociedade Brasileira de Estatística e, em 1995, a homenagem do Sindicato dos Professores do Município do Rio de Janeiro.

## Livros publicados
- Livraria Francisco Alves:
  - Álgebra I
  - Geometria I (Nova edição publicada pela Editora VestSeller )[3]
  - Geometria II (Nova edição publicada pela Editora VestSeller )[4]
- Coleção do Professor de Matemática, Sociedade Brasileira de Matemática (SBM):
  - Análise Combinatória e Probabilidade[5]
  - Progressões e Matemática Financeira[6]
  - Trigonometria e Números Complexos[7]
  - A Matemática do Ensino Médio - Volume 1[8]
  - A Matemática do Ensino Médio - Volume 2[9]
  - A Matemática do Ensino Médio - Volume 3[10]
  - A Matemática do Ensino Médio - Volume 4[11]
  - Matemática Discreta[12]
  - Temas e Problemas Elementares[13]